# Yutyrannus
Yutyrannus huali is een vleesetende theropode dinosauriër, behorend tot de groep van de Tyrannosauroidea, die tijdens het vroege Krijt, 125 miljoen jaar geleden, leefde in het gebied van het huidige China.
Yutyrannus kreeg zijn naam, die "gevederde tiran" betekent, in 2012. Het geslacht is bekend van drie uitstekend bewaard gebleven exemplaren, zodat de wetenschappers een goed beeld kregen van de bouw van het dier. Yutyrannus is een reusachtige tweevoetige roofsauriër met een lengte van negen meter en een gewicht van anderhalve ton. Het is de grootste dinosauriër waarbij daadwerkelijk resten van het verenkleed zijn aangetroffen.

## Vondst en naamgeving
Begin eenentwintigste eeuw kregen het Zhucheng Dinosaur Museum en het Erlianhaote Dinosaur Museum drie fossielen van een grote theropode aangeboden van een illegale fossielenhandelaar die beweerde dat ze alle drie afkomstig waren uit een enkele groeve bij Batuyingzi, nabij Beipiao in de provincie Liaoning. De vondsten werden aangekocht en geprepareerd door een team van het Institute of Vertebrate Paleontology and Paleoanthropology, onder leiding van Xu Xing.
De typesoort Yutyrannus huali werd in 2012 benoemd en kort beschreven door Xu, Wang Kebai, Zhang Ke, Ma Qingju, Xing Lida, Corwin Sullivan, Hu Dongyu, Cheng Shuqing en Wang Shuo. De geslachtsnaam is afgeleid van het Chinees yu, 羽, "veer" en het Oudgriekse τύραννος, tyrannos, "heerser", een verwijzing naar het feit dat het om een bevederd lid van de Tyrannosauroidea gaat. De soortaanduiding is het Chinees huáli, 华丽, "beeldschoon", een verwijzing naar de schoonheid van het verenkleed.

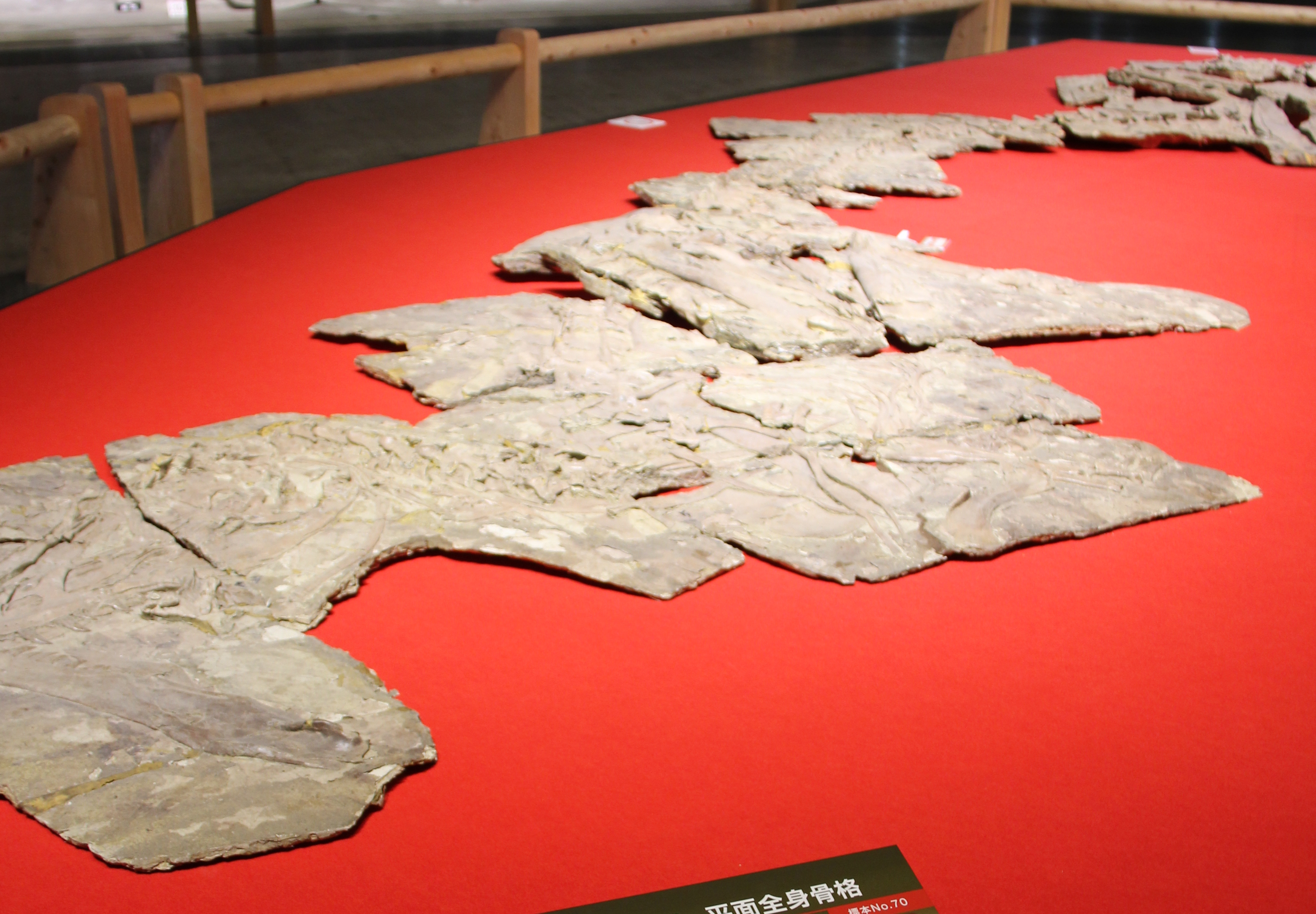
De enorme plaat van het holotype

Het holotype, ZCDM V5000, is gevonden in een laag van de Yixianformatie die dateert uit het Aptien, ongeveer 125 miljoen jaar oud. Het bestaat uit een vrijwel volledig skelet met schedel van een volwassen dier, samengedrukt op een enkele plaat leisteen. De twee andere skeletten zijn de paratypen: ZCDM V5001 is een tweede bijna volledig skelet met schedel van een wat kleiner exemplaar en deel uitmakend van dezelfde plaat als het holotype; ELDM V1001 is een gedeeltelijk skelet met schedel van een groter jong, waarvan de staart ontbreekt.
Afgezien van het platgedrukt zijn, is de conservering van de botten uitstekend. De plaat waarop het holotype en ZCDM V5001 aanwezig zijn, is de grootste die ooit van in verband liggend dinosauriërmateriaal gevonden is. De oorspronkelijke illegale opgravers hebben die wel in handzame stukken gezaagd. Er zijn ook weke delen bewaard gebleven, waaronder uitgebreide stukken van het verenkleed, de meeste bij het kleinste exemplaar.

## Beschrijving

### Algemene bouw, grootte en onderscheidende kenmerken

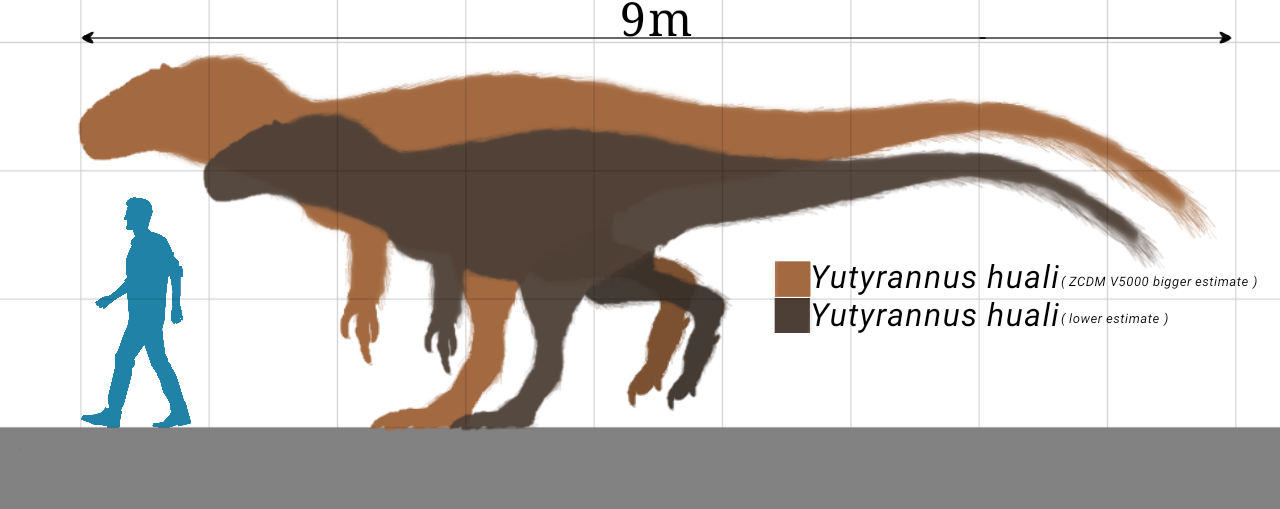
Vergelijking tussen de grootte van Yutyrannus en van een mens

Yutyrannus is een grote roofsauriër. De lengte van het holotype is ongeveer negen meter; het lichaamsgewicht is geschat op 1414 kilogram. De schedel heeft een geschatte lengte van 905 millimeter. De relatieve omvang van de twee andere exemplaren kan afgemeten worden aan hún schedels: die van ZCDM V5001 is tachtig centimeter lang, die van ELDM V1001 drieënzestig centimeter. Hun gewicht is geschat op respectievelijk 596 en 493 kilogram.
De beschrijvers wisten enkele kenmerken vast te stellen waarin Yutyrannus zich van zijn directe verwanten onderscheidt. De snuit toont op de middenlijn een hoge ruwe kam, gevormd door de neusbeenderen en de praemaxillae, die voorzien is van vele grote pneumatische uithollingen. Het postorbitale draagt in de achterste bovenhoek van de oogkas een extra, schuin naar voren en beneden gericht, uitsteeksel. Het hoofdlichaam van het postorbitale heeft een uitholling op het buitenste zijvlak. In de onderkaak bevindt de buitenste zijopening zich grotendeels in het surangulare.

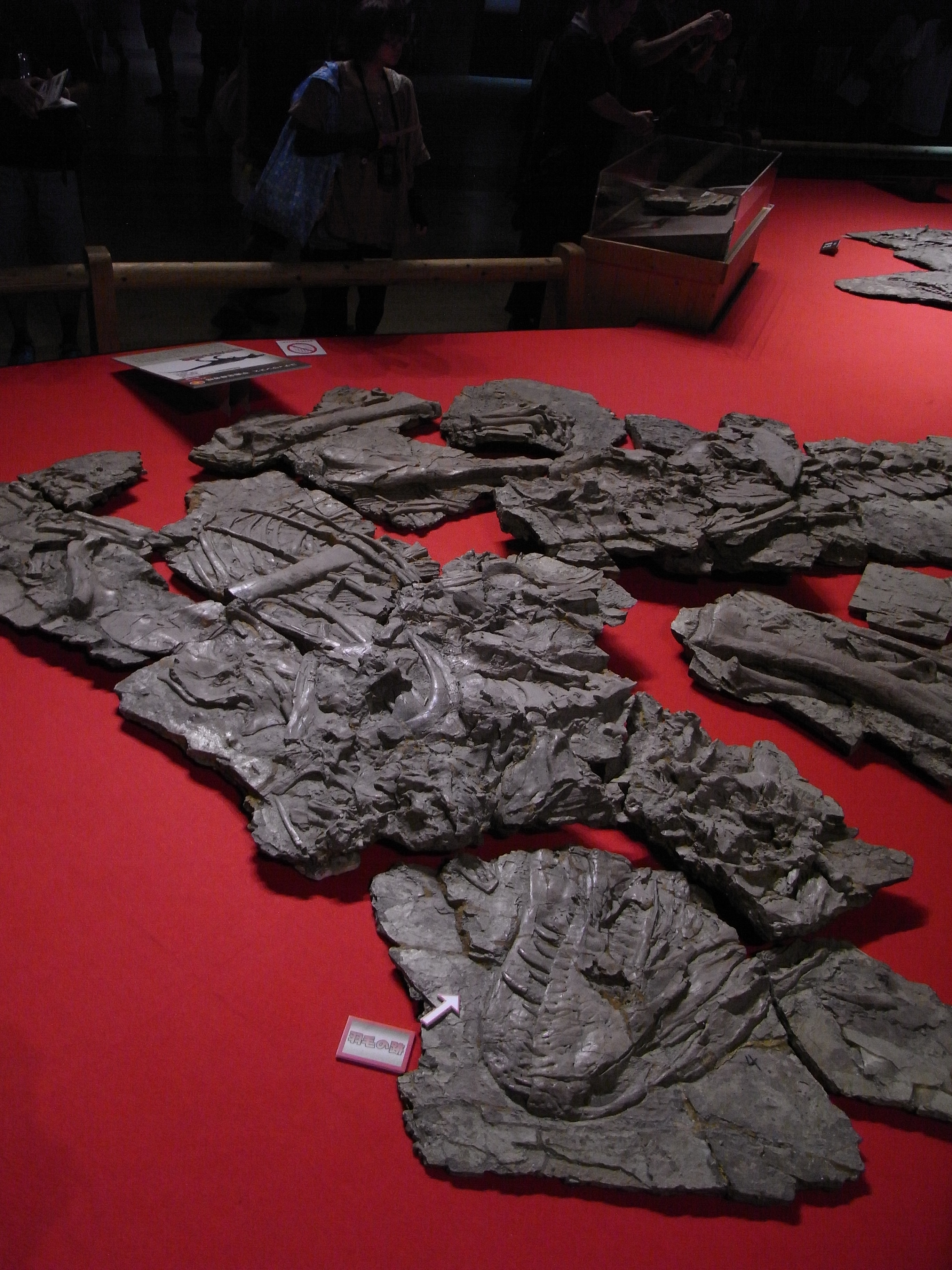
Tentoongestelde platen

Dat het bij de vondst niet om de in dezelfde formatie voorkomende Sinotyrannus gaat, blijkt uit een achterste tak van de praemaxilla die met het zijvlak meer naar boven gedraaid is; het ontbreken van een voorste tak van de maxilla; een vrij achterwaartse positie van de fenestra maxillaris; een achterwaarts meer naar onderen lopende onderrand van de fossa antorbitalis; en een darmbeen waarvan de bovenrand rechter is en waarvan het achterblad een lobvormig uitsteeksel heeft aan de onderzijde.

### Skelet

#### Schedel en onderkaken

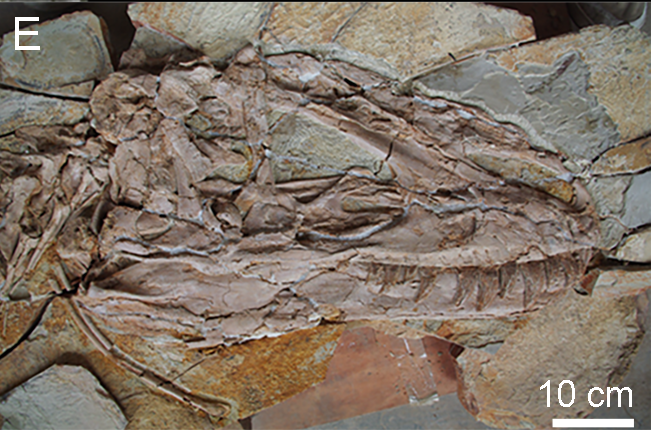
Schedel van ELDM V1001

Yutyrannus heeft een grote, hoge schedel. De snuit is in zijaanzicht wat spits en licht bollend met bovenop een lage ruwe middenkam. De neusbeenderen hebben ieder een gladdere lagere kam die naar achteren toe zijwaarts loopt. Onder deze kammen bevinden zich grote ovale pneumatische uithollingen, de grootste achteraan. Het neusgat is bijzonder groot en langwerpig en helt sterk naar achteren. De praemaxilla is kort en hoog en boven aan de zijkant wat naar binnen gedraaid, wat de snuit verbreedt. De vier tanden in de praemaxilla zijn vrij lang en gebogen, zonder een D-vormige doorsnede. Het bovenkaaksbeen draagt ongeveer dertien tanden die zeer lang zijn en sterk naar achteren gebogen in het uiteinde van de kroon. In de omringende uitholling van de grote driehoekige schedelopening, de fenestra antorbitalis, bevindt zich vooraan een opvallend grote tweede opening, de fenestra maxillaris. De fenestra antorbitalis zelf heeft een opvallende afgeronde voorkant en een rechte achterkant, gevormd door een smal maat stevig traanbeen. De dikke voorrand daarvan loopt naar boven toe uit in een klein driehoekig hoorntje vóór het oog. De oogkas is hoog en smal, van achteren middenin wat ingesnoerd door een uitsteeksel van het postorbitale. Het postorbitale heeft een tweede uitsteeksel in de achterste bovenhoek van de oogkas. Het zijvlak van dit secondair uitsteeksel is aan de zijkant uitgehold, welke verdieping zich voortzet over de zijkant van het postorbitale zodat ze de vorm krijgt van een liggende druppel. Bovenop draagt het postorbitale een kort afgerond hoorntje dat bijna recht boven de oogkas staat. Onderaan gaat de neergaande tak van het postorbitale via een bijna verticale beennaad over in de opgaande tak van het jukbeen. De voorste opgaande tak van het jukbeen, richting traanbeen, heeft een pneumatische uitholling. Het jukbeen heeft onderaan een lage naar beneden uitstekende hoorn. De achterste tak van het jukbeen omvat de voorste tak van een stevig quadratojugale. De opgaande tak daarvan is zeer hoog en het squamosum overeenkomstig kort. De onderste helft van het onderste slaapvenster is daardoor extreem verticaal uitgerekt, terwijl de bovenste helft gereduceerd is tot een kleine naar achteren gerichte afgeronde inham. De voorrand van het quadratojugale helt schuin naar voren zodat het hooggelegen uitsteeksel dat het onderste slaapvenster van achteren insnoert, samenvallend met de beennaad tussen het quadratojugale en het squamosum, onderaan een rechte voortzetting is van de achterrand van het slaapvenster. Het achterdeel van de schedel is kort. Er is een duidelijke dwarskam zichtbaar op de achterkant van het wandbeen.

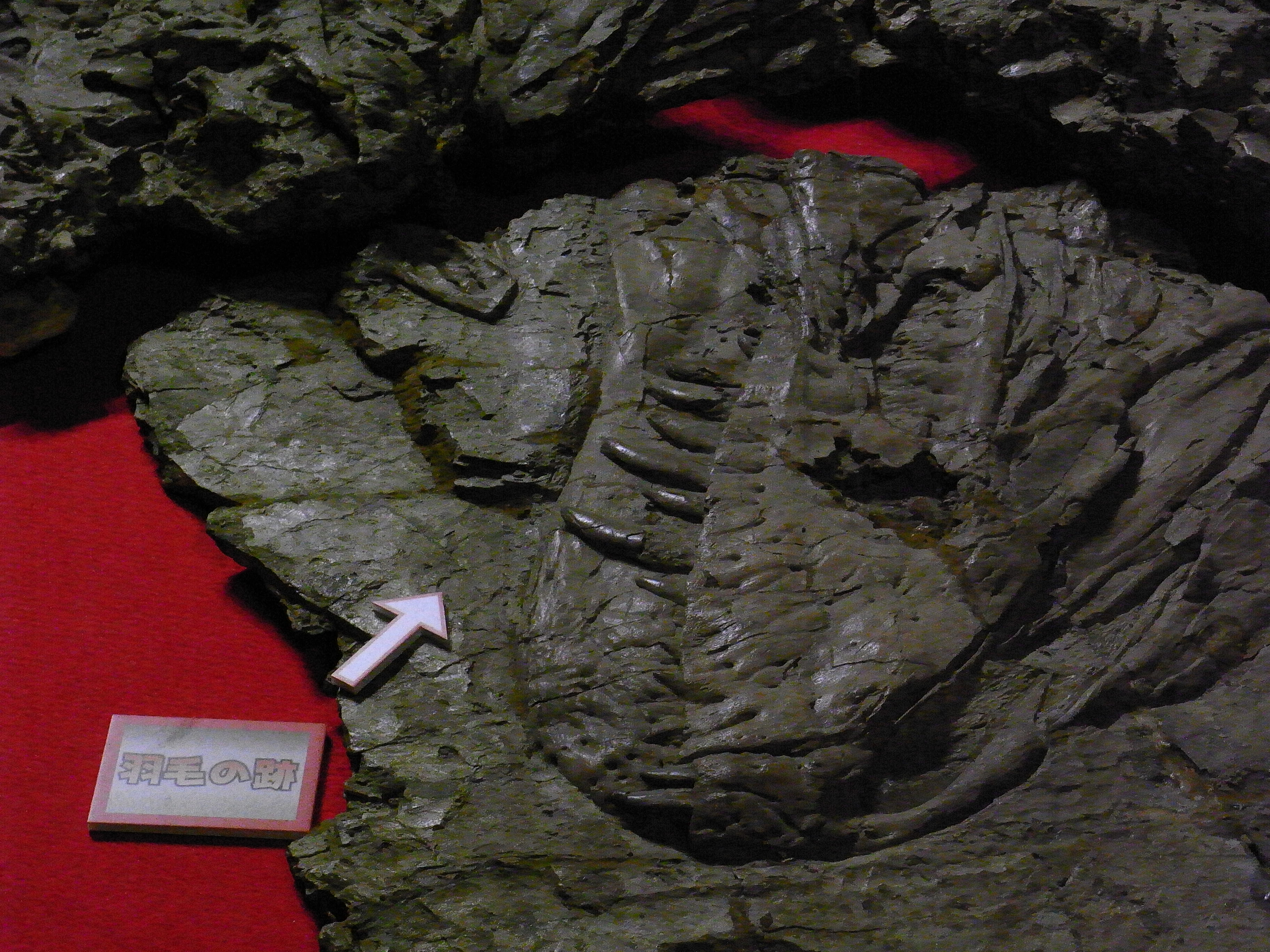
De snuit van het holotype

De onderkaak is krachtig gebouwd maar achteraan niet zeer hoog. Het dentarium draagt een dozijn tanden die veel korter zijn dan die van de bovenkaak maar wel langwerpig en gebogen. Vooraan is de onderkaak hoog en loopt geleidelijk omhoog zodat een "kin" ontbreekt. Er is een klein zijvenster aan de onderste zijkant van het surangulare. Dit bot toont bij alle fossielen meer bovenaan een opvallende horizontale zijrichel die wellicht de platgedrukte bovenrand van de achterste onderkaak vertegenwoordigt.

#### Postcrania
De wervelkolom bestaat uit tien halswervels, dertien ruggenwervels, vijf sacrale wervels en ruim vijfendertig staartwervels: het totaal kan aanzienlijk hoger liggen daar de laatste bewaarde wervels niet bijzonder klein zijn. De halswervels zijn niet zeer robuust en dragen lange doornuitsteeksels, vooral achteraan. Deze spinae zijn aan hun uiteinde verwijd. De ruggenwervels zijn hoog en hebben doornuitsteeksels die naar achteren opvallende in hoogte toenemen. De wervels van het midden van de staart zijn verstijfd door lange voorste gewrichtsuitsteeksels die breed en licht boogvormig tot het midden van de voorliggende wervel reiken. De chevrons zijn robuust en liggen bijna horizontaal, vooral in het midden van de staart waar ze sledevormig zijn en de verstijving van de staart onderaan versterken.

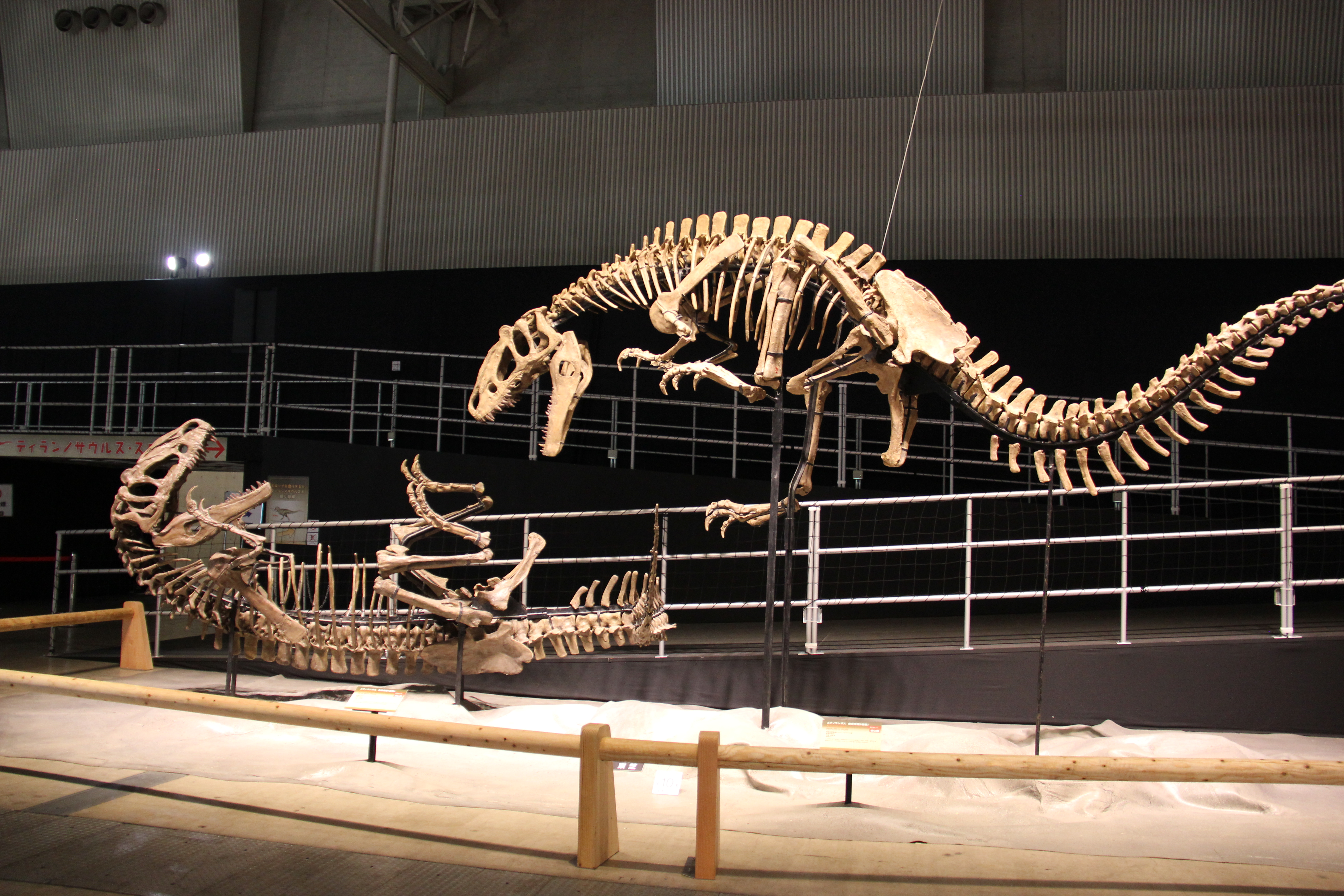
Skeletmodellen in de pose die Charles Knight voor Laelaps gebruikte

Het schouderblad is vrij lang, zestig centimeter bij het holotype, en licht naar achteren gebogen. Het mist een sterke verwijding aan het bovenste uiteinde. De voorpoten zijn relatief groot en robuust met een lengte van een kleine meter. Het opperarmbeen is stevig gebouwd. Het spaakbeen heeft een lengte van 273 millimeter bij het holotype. Er zijn drie vingers voorzien van krachtige gekromde handklauwen. De tweede vingers is het langst en draagt verreweg de grootste klauw; de klauw van de slanke derde vinger is het kortst.
Het darmbeen heeft een geleidelijk bollend bovenprofiel en is achteraan recht afgeschuind. Vooraan heeft het een diepe, ver naar beneden doorlopende, inkeping in de voorrand, die zelf naar beneden uitloopt in een afhangend ruitvormig uitsteeksel. Het blad heeft een verticale richel boven het heupgewricht. Het schaambeen is lang en recht. Het steekt schuin naar voren waarbij de voorrand geleidelijk uitloopt in het lange uitsteeksel van een vrij grote "voet"; het achterste uitsteeksel daarvan is nogal kort en steekt schuin naar boven. Het zitbeen is slank met op de voorrand een lage driehoekige processus obturatorius. De schacht is iets naar beneden gekromd en verwijdt zich geleidelijk naar achteren toe; de "voeten" van de zitbeenderen zijn recht afgesneden en buigen op hun uiteinden naar elkaar toe.
Bij het holotype is het dijbeen met vijfentachtig centimeter langer dan het scheenbeen dat een lengte heeft van 725 millimeter. Beide beenderen zijn tamelijk recht en niet zeer robuust. De voet is niet arctometatarsaal: met een bovenaan toegeknepen derde middenvoetsbeen. Dit derde metatarsale heeft bij het holotype een lengte van vijfendertig centimeter. Er is een vrij robuust vijfde middenvoetsbeen aanwezig in de vorm van een stevig tegen het vierde middenvoetsbeen aangedrukt rudiment. De tenen zijn krachtig maar relatief kort; de voetklauwen vrij klein.

### Verenkleed

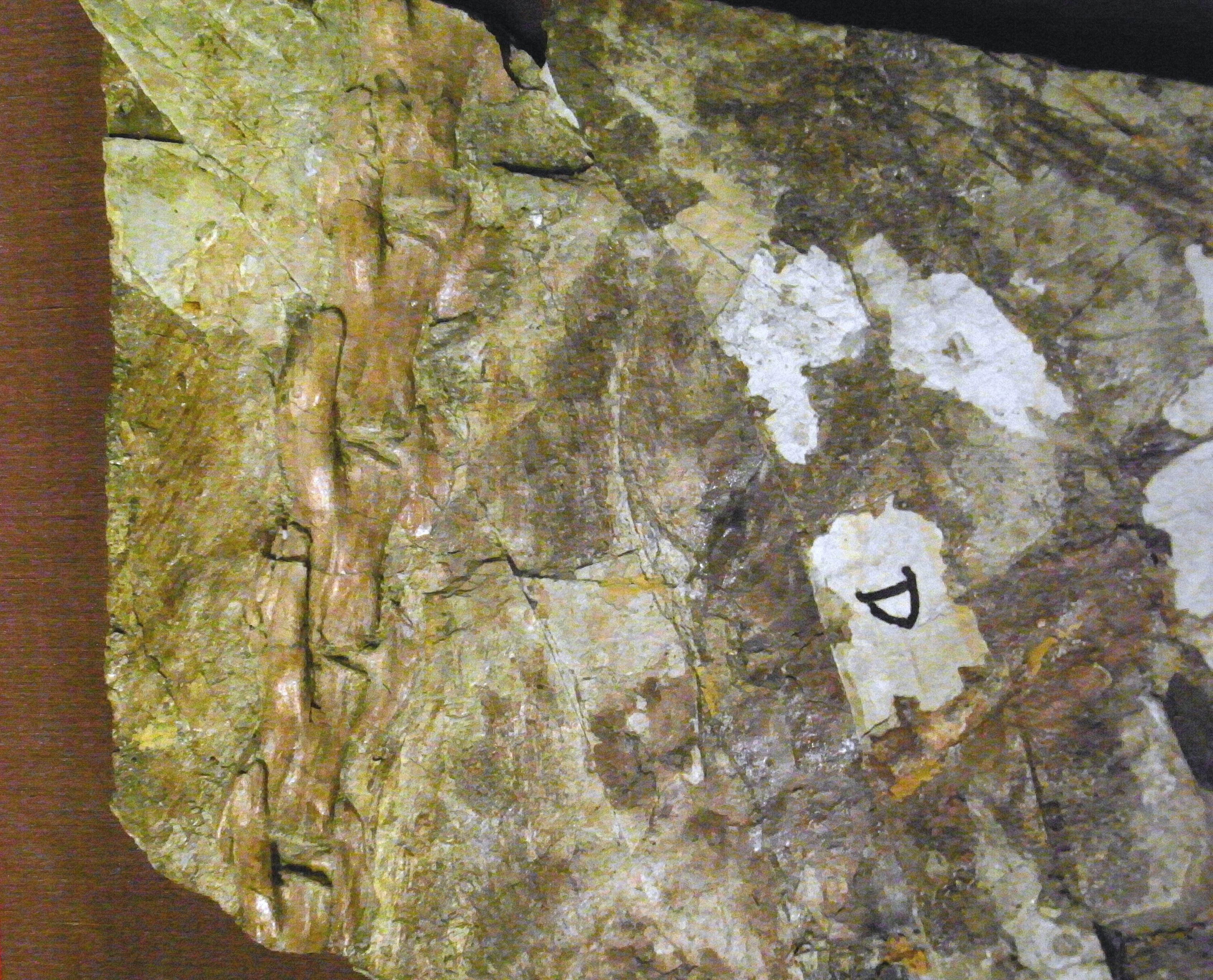
Veerresten bij de staart

Bij alle drie de exemplaren zijn delen van het verenkleed bewaard gebleven in de vorm van parallelle lange haarachtige filamenten, onder andere op de staart, de nek en achter de bovenarm. Bij het holotype hebben die een maximale lengte van vijftien centimeter, bij het kleinste exemplaar van twintig centimeter. De filamenten zijn niet goed genoeg gepreserveerd om vast te stellen of ze enkelvoudig zijn of samengesteld; smal of breed. Yutyrannus is de grootste dinosauriër waarvan bij het fossiel daadwerkelijk veren zijn aangetroffen, veertig maal zo zwaar als de tot dan toe zwaarste bekende vorm, Beipiaosaurus.
Het holotype heeft filamenten bij het bekken en de voet. Bij specimen ZCDM V5000 zijn de filamenten vooral op de staart te zien en maken daar, schuin naar achteren gericht, een hoek van 30° met de lengteas. Bij specimen ELDM V1001 liggen ze boven de nek en achter de bovenarm; de eerste zijn twintig centimeter lang, de laatste zestien centimeter. Hoewel de bevedering bij de exemplaren niet continu is, namen de beschrijvers aan dat de dieren in feite een verenkleed hadden dat het hele lichaam bedekte. Mocht het echter anders geweest zijn dan stelden ze dat de veren een functie als pronkorgaan zouden hebben. Aangekondigd werd dat de filamenten op de aanwezigheid van melanosomen zouden worden onderzocht, die een aanwijzing zouden kunnen geven over de kleur en tekening.

## Fylogenie
Yutyrannus is door zijn beschrijvers in de Tyrannosauroidea geplaatst. Een exacte kladistische analyse had als uitkomst dat hij daarin een vrij basale positie innam, onder Eotyrannus in de stamboom, waarop ook het bezit van grote voorpoten met drie vingers en een meer oorspronkelijke middenvoet duiden. Basale kenmerken in de schedel zijn verder: het grote neusgat; een scherpe groeve aan de voorrand van de praemaxilla; een scherpe groeve op de maxilla parallel aan de onderrand van de fossa antorbitalis; een van voren naar achteren lopende opstaande rand aan het jukbeen; en een lange opstaande rand aan de voorkant van het surangulare. Ook de schoudergordel heeft de oorspronkelijke bouw met een robuust schouderblad dat aan het bovenste uiteinde weinig verbreed is en een ravenbeksbeen doorboord door een groot foramen. De voet is basaal door zijn korte tenen.
Yutyrannus staat echter boven vormen als Dilong, Guanlong en Sinotyrannus, zoals blijkt uit de meer afgeleide bouw van de schedel: die is groot en hoog; de praemaxilla is hoog met een naar boven gedraaid zijvlak; de maxilla heeft een bolle onderrand en een naar achteren taps toelopend hoofdlichaam; het traanbeen heeft de vorm van een 7; het hoorntje op het traanbeen is groot en kegelvormig; het postorbitale heeft een brede tak richting jukbeen en een uitsteeksel dat de oogkas van achteren insnoert; het raakvlak tussen het squamosum en het quadratojugale snoert het onderste slaapvenster van achteren in; het quadratojugale heeft een groot achterste uitsteeksel dat het achterdeel van het quadratum overlapt; de zijopening in de onderkaak is klein; het dentarium heeft een zeer holle bovenrand en in zijaanzicht een achterwaarts gelegen buigpunt tussen de boven- en onderrand; het surangulare heeft een opvallende horizontale richel. Ook de wervels tonen afgeleide eigenschappen, al zijn ze niet zo sterk gepneumatiseerd als bij de Tyrannosauridae: de doornuitsteeksels van de halswervels en ruggenwervels hebben aan de voor- en achterranden opstaande randen voor de aanhechting van de pezen; de achterste halswervels hebben lange doornuitsteeksels; bij de middelste halswervels zijn de voorste gewrichtsuitsteeksels meer zijwaarts geplaatst; de ruggenwervels zijn voren naar achteren gemeten kort en hun doornuitsteeksels zijn relatief achterwaarts geplaatst. Het bekken is afgeleid wat betreft het rechte darmbeen met de afhangende lob; een grote "voet" aan het schaambeen met een lang voorste uitsteeksel; en een zitbeen dat dunner is dan het schaambeen.
Na Sinotyrannus is Yutyrannus de grootste bekende tyrannosauroïde uit het Onder-Krijt.
De Britse paleontoloog Darren Naish heeft een alternatieve interpretatie van de verwantschappen van Yutyrannus gegeven. Het viel hem op dat de carcharodontosauride Concavenator op Yutyrannus leek wat betreft het bezit van pneumatische uithollingen op de kam, het extra postorbitale uitsteeksel en het bezit van een bult op het zijvlak van het postorbitale. Ook lijkt Concavenator oppervlakkig op de tyrannosauroïden in de vorm van het darmbeen, met inkeping en afhangende punt. Omdat Xu er bij zijn fylogenetische analyse eigenlijk al van uitgegaan was dat Yutyrannus een tyrannosauroïde was, had hij de mogelijkheid dat het om een lid van de Allosauroidea zou gaan niet specifiek onderzocht. Totdat dit inderdaad gedaan is, blijft het vermoeden van Naish slechts een interessante speculatie.
Een analyse uit 2016 had als uitkomst dat Yutyrannus och vrij basaal stond als lid van de tyrannosauroïde Proceratosauridae en zustersoort van Sinotyrannus.

## Levenswijze

### Leefgebied

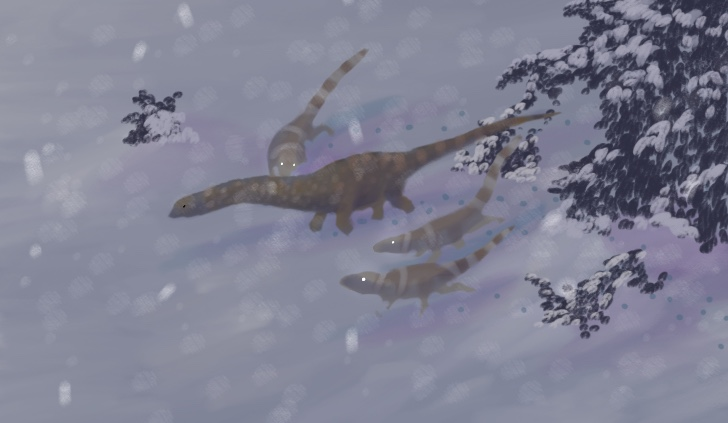
Een jachtgroep yutyranni valt in de sneeuw Dongbeititan aan

Het leefgebied van Yutyrannus kenmerkte zich door vrij koele winters; de gemiddelde jaartemperatuur was ongeveer 10 °C. Wellicht dat daarom ook volwassen dieren hun verenkleed behielden dat bij de warmbloedige Coelurosauria bij alle kleine vormen, waaronder de jongen, geacht wordt aanwezig te zijn. Aan de andere kant kan zo'n lichaamsbedekking ook tegen te snelle opwarming beschermen. De beschrijvers achten het daarom niet uitgesloten dat ook latere en grotere Tyrannosauridae bevederd waren, waarvan dan het bestaan van Yutyrannus een eerste concrete aanwijzing zou zijn.
Het feit dat drie exemplaren vlak bij elkaar begraven zijn, is een aanwijzing dat Yutyrannus in groepen joeg.

### Groei
Dat de drie exemplaren in leeftijd verschillen — het kleinste exemplaar werd acht jaar jonger geschat dan het holotype — maakt het mogelijk te bepalen welke veranderingen zich tijdens de groei voordeden. Het blijkt dat de onderbenen en voeten in relatieve grootte afnamen, evenals het darmbeen — dit laatste is bij de Tyrannosauridae anders. De voorpoten namen ook in relatieve omvang af.
Het rijpingsproces beïnvloede ook andere lichaamsdelen: de schedel wordt hoger en robuuster; de praemaxilla neemt in hoogte toe en versmalt; de snuitpunt wordt stomper; het zijvlak van de achterste tak van de praemaxilla draait naar boven; de fenestra maxillaris schuift naar voren. Overigens toonden de drie exemplaren ook individuele variatie die dus niet leeftijd-gerelateerd was.